# 플레이브
플레이브(PLAVE)는 블래스트 소속의 대한민국 버추얼 아이돌 보이그룹이다. 이 그룹은 예준, 노아, 밤비, 은호, 하민으로 구성된다. 2022년 7월 11일 트위터 게시글과 함께 시작된 플레이브는 2022년 9월 15일 플레이브의 공식 유튜브와 트위치를 통해 생방송으로 공개되었다. 이 그룹은 2023년 3월 12일에 데뷔했으며 당시 첫 번째 싱글 음반 Asterum이 발매되었다.

## 구성원
- 남예준
- 한노아
- 채밤비(채봉구)
- 도은호
- 유하민

## 음반

### EP
- Asterum: The Shape of Things to Come (2023년 8월 24일 발매)
- ASTERUM : 134-1 (2024년 2월 26일 발매)
- Caligo pt.1 (2025년 2월 3일 발매)

### 싱글
- Asterum (2023년 3월 12일 발매)

### 디지털 싱글
- 왜요 왜요 왜? (2023년)
- Merry PLLIstmas (2023년)
- Pump up the volume (2024년)

## 수상 목록

### 가요 프로그램 1위
| 연도            | 수상 내역 (총 5회) |
| --------------- | --- |
| 2024년 (총 3회) | - WAY 4 LUV (총 2회) - 3월 6일 MBC M 《쇼 챔피언》 챔피언 송 - 3월 9일 MBC 《쇼! 음악중심》 1위 - Pump Up The Volume! (총 1회) - 8월 31일 MBC 《쇼! 음악중심》 1위 |
| 2025년 (총 2회) | - Dash (총 2회) - 2월 12일 MBC M 《쇼 챔피언》 챔피언 송 - 2월 15일 MBC 《쇼! 음악중심》 1위                                                                       |

### 시상식
- 2024년 제33회 하이원 서울가요대상 뉴웨이브 스타상
- 2024년 31주년 한터뮤직어워즈 2023 버츄얼 아이돌 부문 특별상
- 2024년 2024 K월드 드림 어워즈 K월드 드림 본상
- 2024년 2024 K월드 드림 어워즈 K월드 드림 베스트 뉴트렌드상
- 2024년 멜론 뮤직어워즈 밀리언스 TOP10
- 2024년 멜론 뮤직어워즈 TOP10
- 2025년 골든디스크 시상식 골든디스크 인기상
- 2025년 32주년 한터뮤직어워즈 글로벌 아티스트 인 아시아
- 2025년 32주년 한터뮤직어워즈 올해의 아티스트 본상
- 2025년 2025 아시아 스타 엔터테이너 어워즈 팬 초이스 5세대상
- 2025년 2025 아시아 스타 엔터테이너 어워즈 남자 부문 더 베스트 그룹상
- 2025년 제34회 서울가요대상 본상